# Jules Danbé
Jules Danbé, född 16 november 1840 i Caen, död 10 november 1905 i Vichy, var en fransk musiker.
Danbé var från 1877 kapellmästare vid Opéra-Comique i Paris, komponerade violinstycken och skrev en violinskola. Han blev 1884 ledamot av Musikaliska akademien i Stockholm.

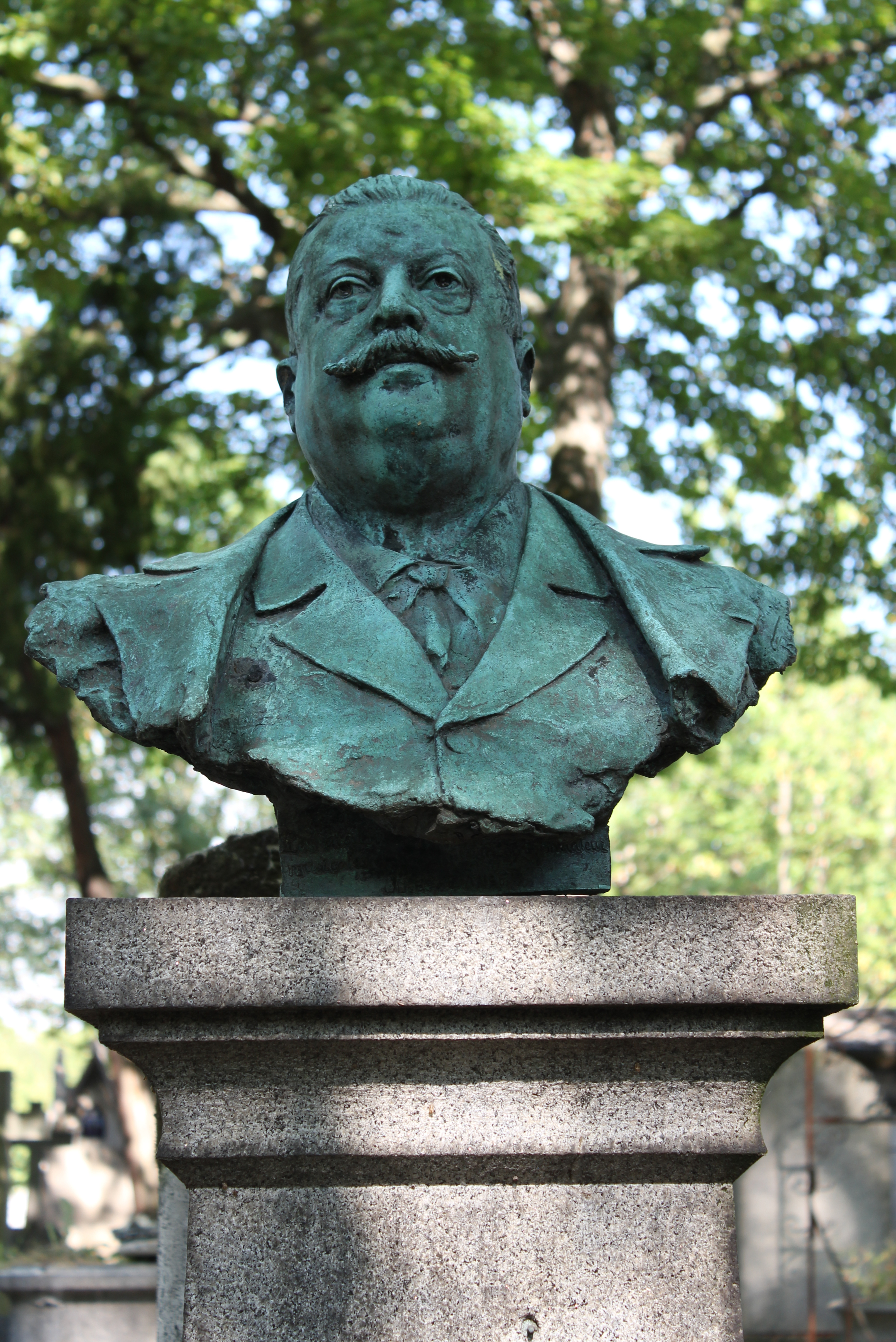
Jules Danbé

## Fotnoter
1. ↑  International Music Score Library Project, IMSLP-ID: Category:Danbé,_Jules, läst: 9 oktober 2017.[källa från Wikidata]
2. ↑  SNAC, SNAC Ark-ID: w64214tj, läs online, läst: 9 oktober 2017.[källa från Wikidata]
3. ↑  Musicalics, Musicalics kompositörs-ID: 88894, läst: 5 april 2022.[källa från Wikidata]